# Monte Isarog
Monte Isarog es un estrato volcán potencialmente activo ubicado en la provincia de Camarines Sur, Filipinas, en la isla de Luzón. Tiene una altitud de 2.000 metros sobre el nivel del mar.
Fue aquí donde las guerrillas Bicolano se escondieron durante el período de ocupación japonesas. En los años 70, con el liderazgo de Rómulo Jallores y su hermano, se estableció el Nuevo Ejército Popular en la región de Bicol, al pie de esta montaña.

## Véase también

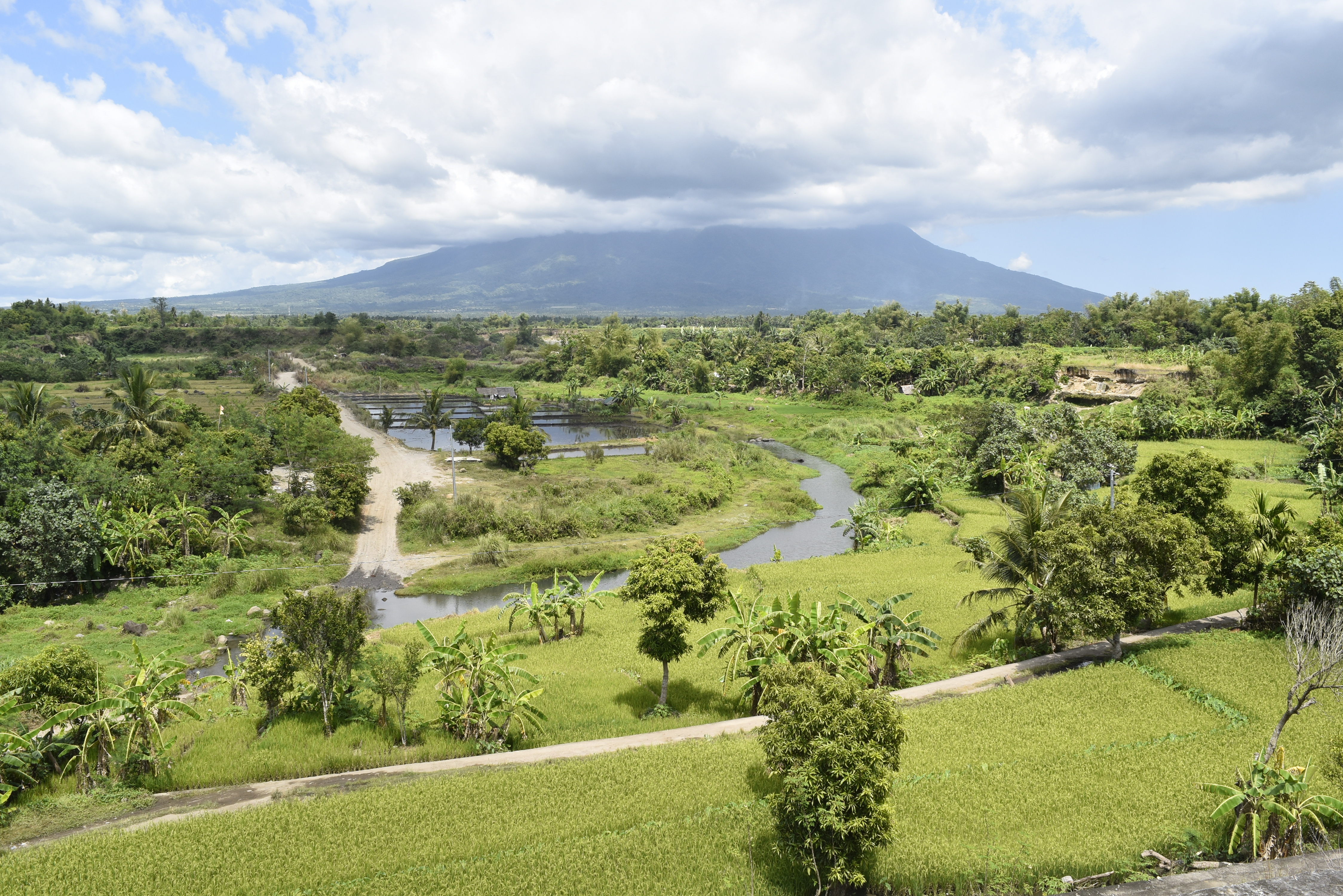
Mt. Isarog seen from San Jose, Pili, Camarines Sur.

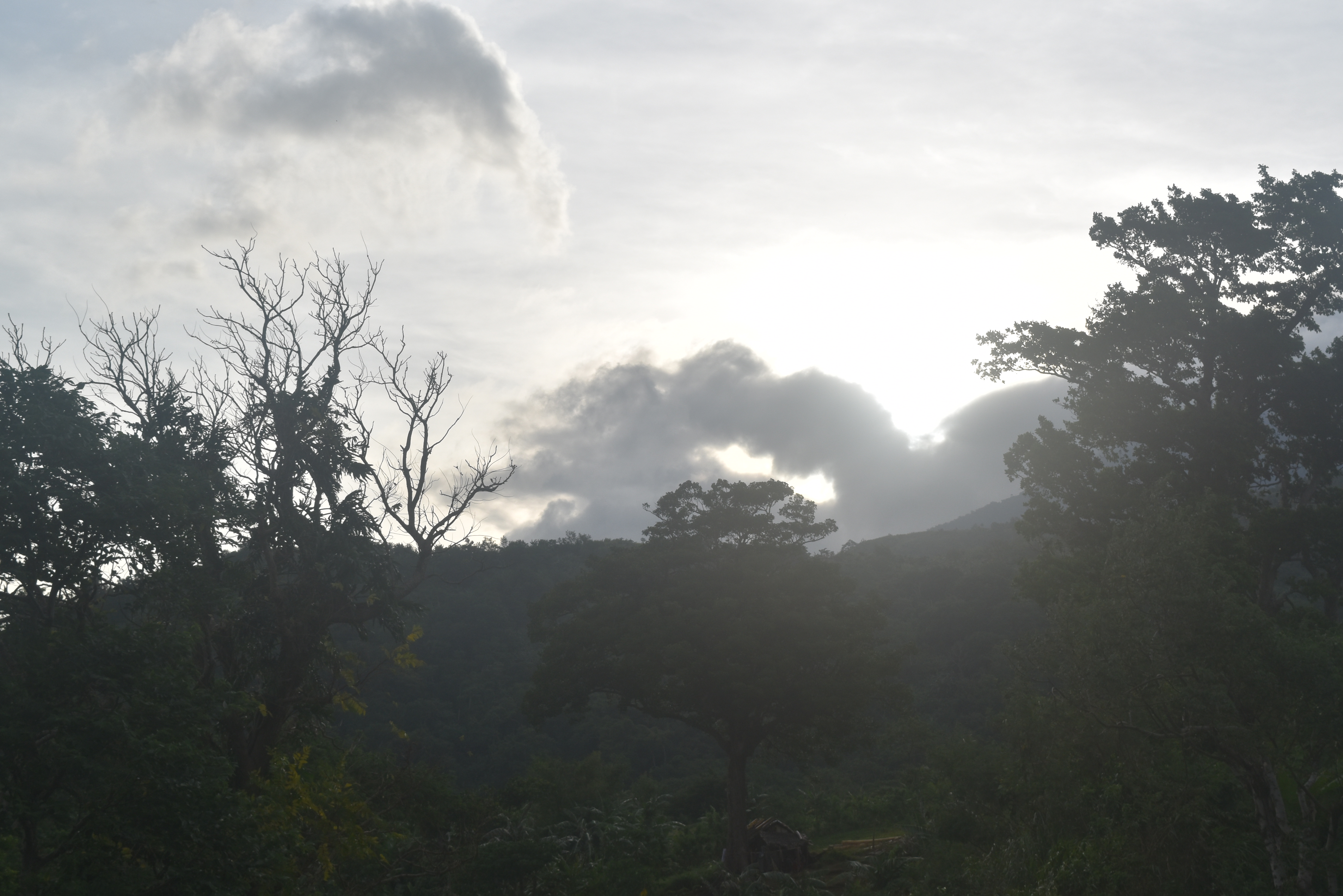
Sunset at Mt. Isarog

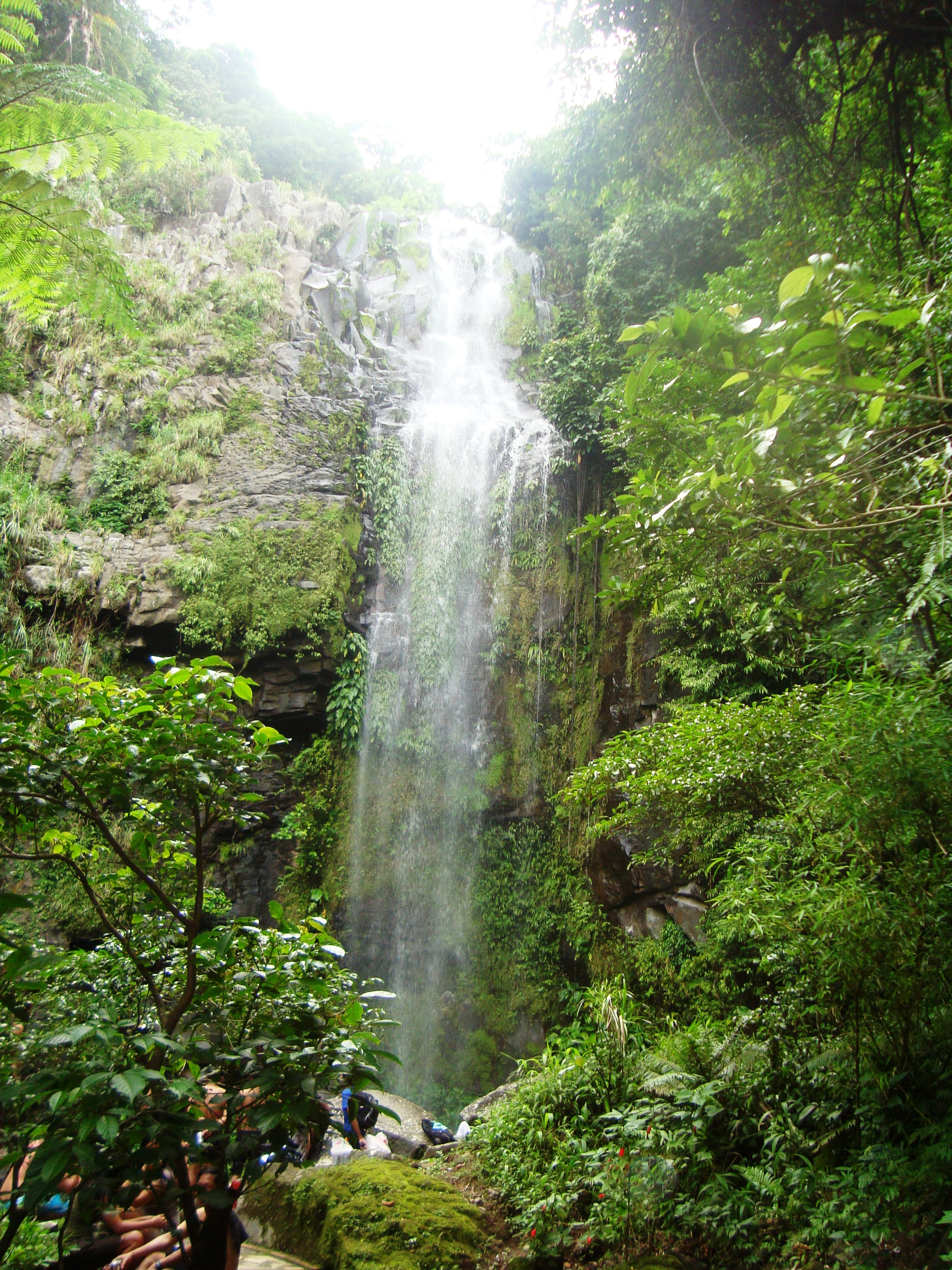
Tumagiti Falls at Concosep, Ocampo, Camarines Sur, Mt. Isarog, Philippines